# Стафорд (Охајо)
Стафорд (енгл. Stafford) град је у америчкој савезној држави Охајо.

## Демографија
По попису из 2010. године број становника је 81, што је 5 (-5,8%) становника мање него 2000. године.
| Група             | 2000.      | 2010.      |
| Белци             | 85 (98,8%) | 76 (93,8%) |
| Афроамериканци    | 0 (0,0%)   | 4 (4,9%)   |
| Азијати           | 0 (0,0%)   | 0 (0,0%)   |
| Хиспаноамериканци | 0 (0,0%)   | 0 (0,0%)   |
| Укупно            | 86         | 81         |